# 忙牙長
忙牙長，中国古典通俗历史小説《三国演義》登場的虚构武将。
忙牙長是孟獲属下武将，使一口截头大刀，骑一匹黄骠马。孟獲第一次和諸葛亮对敌时，他出来和蜀汉武将王平交战，战不几个回合，王平便退走。中張嶷、張翼、趙雲的伏兵，孟获被擒（一擒孟获）。诸葛亮第一次放走孟获後，在夾山峪和孟获对战，孟获遣副将忙牙长，率三千兵和平北将军马岱在山前作战。两阵对圆，忙牙长出马，和马岱交锋；只一个回合，被马岱一刀斩于马下。